# Selección de fútbol sala de República Dominicana
La selección de fútbol sala de República Dominicana es el equipo formado por jugadores de nacionalidad dominicana, que representa a la República Dominicana a través de la Federación Dominicana de Fútbol en las competiciones oficiales de fútbol sala organizadas por la Concacaf y la FIFA.

## Estadísticas

### Copa Mundial de Futsal FIFA
| Copa Mundial de fútbol sala de la FIFA | Copa Mundial de fútbol sala de la FIFA | Copa Mundial de fútbol sala de la FIFA | Copa Mundial de fútbol sala de la FIFA | Copa Mundial de fútbol sala de la FIFA | Copa Mundial de fútbol sala de la FIFA | Copa Mundial de fútbol sala de la FIFA | Copa Mundial de fútbol sala de la FIFA |
| Año                                    | Ronda                                  | J                                      | G                                      | E                                      | P                                      | GF                                     | GC                                     |
| -------------------------------------- | -------------------------------------- | -------------------------------------- | -------------------------------------- | -------------------------------------- | -------------------------------------- | -------------------------------------- | -------------------------------------- |
| 1989                                   | Sin participación                      | Sin participación                      | Sin participación                      | Sin participación                      | Sin participación                      | Sin participación                      | Sin participación                      |
| 1992                                   | Sin participación                      | Sin participación                      | Sin participación                      | Sin participación                      | Sin participación                      | Sin participación                      | Sin participación                      |
| 1996                                   | Sin participación                      | Sin participación                      | Sin participación                      | Sin participación                      | Sin participación                      | Sin participación                      | Sin participación                      |
| 2000                                   | Sin participación                      | Sin participación                      | Sin participación                      | Sin participación                      | Sin participación                      | Sin participación                      | Sin participación                      |
| 2004                                   | Sin participación                      | Sin participación                      | Sin participación                      | Sin participación                      | Sin participación                      | Sin participación                      | Sin participación                      |
| 2008                                   | Sin participación                      | Sin participación                      | Sin participación                      | Sin participación                      | Sin participación                      | Sin participación                      | Sin participación                      |
| 2012                                   | Sin participación                      | Sin participación                      | Sin participación                      | Sin participación                      | Sin participación                      | Sin participación                      | Sin participación                      |
| 2016                                   | Sin participación                      | Sin participación                      | Sin participación                      | Sin participación                      | Sin participación                      | Sin participación                      | Sin participación                      |
| 2021                                   | No clasificó                           | No clasificó                           | No clasificó                           | No clasificó                           | No clasificó                           | No clasificó                           | No clasificó                           |
| 2024                                   | No clasificó                           | No clasificó                           | No clasificó                           | No clasificó                           | No clasificó                           | No clasificó                           | No clasificó                           |
| Total                                  | 0/10                                   | -                                      | -                                      | -                                      | -                                      | -                                      | -                                      |

### Campeonato de Futsal de Concacaf
| Campeonato de Futsal de Concacaf | Campeonato de Futsal de Concacaf | Campeonato de Futsal de Concacaf | Campeonato de Futsal de Concacaf | Campeonato de Futsal de Concacaf | Campeonato de Futsal de Concacaf | Campeonato de Futsal de Concacaf | Campeonato de Futsal de Concacaf |
| Año                              | Ronda                            | J                                | G                                | E                                | P                                | GF                               | GC                               |
| -------------------------------- | -------------------------------- | -------------------------------- | -------------------------------- | -------------------------------- | -------------------------------- | -------------------------------- | -------------------------------- |
| 1996                             | Sin participación                | Sin participación                | Sin participación                | Sin participación                | Sin participación                | Sin participación                | Sin participación                |
| 2000                             | Sin participación                | Sin participación                | Sin participación                | Sin participación                | Sin participación                | Sin participación                | Sin participación                |
| 2004                             | Sin participación                | Sin participación                | Sin participación                | Sin participación                | Sin participación                | Sin participación                | Sin participación                |
| 2008                             | Sin participación                | Sin participación                | Sin participación                | Sin participación                | Sin participación                | Sin participación                | Sin participación                |
| 2012                             | Sin participación                | Sin participación                | Sin participación                | Sin participación                | Sin participación                | Sin participación                | Sin participación                |
| 2016                             | Sin participación                | Sin participación                | Sin participación                | Sin participación                | Sin participación                | Sin participación                | Sin participación                |
| 2021                             | Cuartos de final                 | 3                                | 1                                | 0                                | 2                                | 8                                | 8                                |
| 2024                             | Cuartos de final                 | 4                                | 2                                | 0                                | 2                                | 24                               | 16                               |
| Total                            | 2/8                              | 7                                | 3                                | 0                                | 4                                | 32                               | 24                               |

### Juegos Bolivarianos
| Año             | Ronda             | POS               | PJ                | PG                | PE                | PP                | GF                | GC                |
| --------------- | ----------------- | ----------------- | ----------------- | ----------------- | ----------------- | ----------------- | ----------------- | ----------------- |
| 2009 a 2017     | Sin participación | Sin participación | Sin participación | Sin participación | Sin participación | Sin participación | Sin participación | Sin participación |
| Valledupar 2022 | Sexto lugar       | 6°                | 5                 | 0                 | 0                 | 5                 | 7                 | 35                |
| Total           | 1/4               | 1/4               | 5                 | 0                 | 0                 | 5                 | 7                 | 35                |